# Cuissy-et-Geny
Cuissy-et-Geny är en kommun i departementet Aisne i regionen Hauts-de-France i norra Frankrike. Kommunen ligger  i kantonen Craonne som ligger i arrondissementet Laon. År 2022 hade Cuissy-et-Geny 71 invånare.

## Befolkningsutveckling
Antalet invånare i kommunen Cuissy-et-Geny
Referens: INSEE